# NGC 4722
NGC 4722 est une galaxie lenticulaire située dans la constellation du Corbeau. Sa vitesse par rapport au fond diffus cosmologique est de 1 647 ± 25 km/s, ce qui correspond à une distance de Hubble de 24,3 ± 1,7 Mpc (∼79,3 millions d'al). NGC 4722 a été découverte par l'astronome allemand Wilhelm Tempel en 1882. Cette galaxie a aussi été observée par l'astronome français Guillaume Bigourdan le 15 avril 1895 et elle a été inscrite à l'Index Catalogue sous la désignation IC 3833.
NGC 4722 présente une large raie HI.
À ce jour, deux mesures non basées sur le décalage vers le rouge (redshift) donnent une distance de 27,350 ± 17,041 Mpc (∼89,2 millions d'al), ce qui est à l'intérieur des valeurs de la distance de Hubble, en raison de l'incohérence de cet échantillon restreint. Notons cependant que c'est avec la valeur moyenne des mesures indépendantes, lorsqu'elles existent, que la base de données NASA/IPAC calcule le diamètre d'une galaxie et qu'en conséquence le diamètre de NGC 4722 pourrait être d'environ 12,7 kpc (∼41 400 al) si on utilisait la distance de Hubble pour le calculer.

## Groupe de NGC 4699
Selon A.M. Garcia, NGC 4722 fait partie du groupe de NGC 4699. Ce groupe de galaxies compte au moins 15 galaxies. Les autres galaxies du New General Catalogue sont NGC 4699, NGC 4700, NGC 4742, NGC 4781, NGC 4790, NGC 4804 (NGC 4802 dans l'article) et NGC 4818. Cependant il s'agit sans doute d'une erreur, car à une distance de 60,7 Mpc, NGC 4722 est beaucoup plus éloigné que la distance moyenne des autres galaxies de ce groupe qui est de 17,8 ± 2,9 Mpc (∼58,1 millions d'al).
Le groupe de NGC 4699 fait partie de l'amas de la Vierge II, un amas situé à la frontière sud de l'amas de la Vierge. Cet amas fait partie du superamas de la Vierge.
Comme plusieurs galaxies de l'amas de la Vierge II, certaines galaxies du groupe de NGC 4699 présentent des distances de Hubble fort différentes des distances obtenues par des méthodes indépendantes du décalage vers le rouge. Sauf pour NGC 4722, les distances indépendantes sont toutes inférieures aux distances de Hubble. La distance moyenne des galaxies présentant trois mesures ou plus par des méthodes indépendantes du décalage est de 16,2 ± 5,4 Mpc (∼52,8 millions d'al) et la moyenne des distances de Hubble est de 23,8 ± 2,8 Mpc (∼77,6 millions d'al). Ce groupe semble donc s'éloigner de la Voie lactée à une vitesse supérieure à celle que lui procurerait l'expansion de l'Univers.